# Ill (Austria)
L'Ill è un fiume austriaco, tributario del Reno.
Nasce nel gruppo del Silvretta e sfocia nel Reno, dopo 72 km, nei pressi di Meiningen. Scorre pertanto interamente nel Land del Vorarlberg.
Un altro affluente del Reno porta lo stesso nome, ma scorre in Alsazia.